# Matsuyama Akio
Akio Matsuyama (松山 明男 (Tùng-Sơn Minh-Nam) Matsuyama Akio), sinh ngày 17 tháng 9 năm 1976, là một cầu thủ bóng đá người Nhật Bản.

## Sự nghiệp câu lạc bộ
Akio Matsuyama đã từng chơi cho Gamba Osaka.